# 伊勢ヶ浜駅
伊勢ヶ浜駅（いせがはまえき）は、かつて宮崎県日向市にあった、日本国有鉄道（国鉄）細島線の駅（廃駅）である。
1972年（昭和47年）の細島線旅客営業廃止により廃止となった。廃止時、朝の上り列車1本は通過していたため、当駅からの利用は夕方以降の2往復しかできなかった。

## 歴史
- 1957年（昭和32年）2月1日：途中駅（※富高（現・日向市） - 細島間の駅）として新設開業[1]。旅客駅[1]。
- 1972年（昭和47年）2月1日：細島線の旅客営業廃止に伴い廃止[1]。

## 駅構造
細島線の線路上に追加新設された、1面1線の棒線駅である。

## 駅跡周辺
細島線が日豊本線の貨物支線として休止を経て1993年（平成5年）に廃止されて以後、しばらく路盤は放置されていたが整備され歩道になっており、近くには細島線があったことを示す案内碑が立っている。なお、駅名の由来である伊勢ヶ浜までは直線距離で1.3 kmほどある。
- 日向市立日知屋東小学校
- コミュニティバス「ぷらっとバス」：「日知屋東小学校」バス停

## 隣の駅
日本国有鉄道
細島線
日向市駅 - 伊勢ヶ浜駅 - 細島駅　　